# 中共中央地方病防治领导小组
中共中央地方病防治领导小组，是已撤销的中共中央议事协调机构，负责领导全国地方病防治工作。

## 沿革
1955年11月，设立中共中央防治血吸虫病九人小组（后来演变为中共中央血吸虫病防治领导小组，简称“血防”）。1960年3月，在内蒙古自治区呼和浩特市设立中共中央北方地方病防治领导小组（简称“北防”）。乌兰夫（中共中央政治局委员、内蒙古自治区党委第一书记）任组长，徐运北（国家卫生部党组书记）、王铎（内蒙古自治区党委书记）任副组长。
1973年，在沈阳召开了北方十五省、市、自治区防治地方病工作会议。由中共中央政治局委员陈锡联主持会议。总结了防治地方病的经验，制定了北方十五省、市、自治区防治地方病的规划。会议号召：
“北方地方病发病地区的各级党委和革委会，要加强领导，全面规划，认真学习南方兄弟省、市、自治区防治血吸虫病的经验，大搞群众运动，大力巩固、发展合作医疗，加强农村公社卫生院的建设，充分发挥“赤脚医生”、卫生员的作用，广泛调动医药、卫生、科研人员的积极性，进一步把地方病防治工作抓紧抓好；各有关部门要紧密合作，发扬共产主义风格和社会主义协作精神，积极支援防治地方病工作；中国人民解放军要继续发挥在防治地方病工作中的积极作用，做出更大贡献。”
根据中共中央指示，会后于1973年4月22日重新建立了中共中央北方防治地方病领导小组。中共中央政治局委员、沈阳军区司令员、辽宁省委第一书记陈锡联任组长，卫生部副部长黄树则任副组长。中共中央北方防治地方病领导小组办公室（简称“中央北办”）设在沈阳市。各省、自治区、直辖市都建立了相应的管理机构。各省、自治区、直辖市还针对本地区情况设立了专业机构，组建专业队伍深入病（疫）区工作。于1973年在北方碘缺乏病区全面推广碘盐，1970年代末至1980年代初，南方病区也开始使用碘盐。
1977年12月14日，中共中央任命中共中央政治局委员、沈阳军区司令员李德生为中共中央北方防治地方病领导小组组长，卫生部党组成员、副部长黄树则与辽宁省委常委仇友文为副组长。
1979年6月，中共中央北方防治地方病领导小组会议在沈阳召开，中共中央政治局委员、中共中央北方防治地方病领导小组组长李德生主持会议并讲话，会议根据中共十一届三中全会精神，讨论研究了在新形势下如何加快防治北方地方病的步伐，更好地为四个现代化服务。1979年6月，中央北办在沈阳召开了北方地方病工作会议。北方十六省、市、自治区卫生局与地方病防治领导小组的领导与会。会议决定成立北方地方病科学委员会。
1980年6月26日，经中共中央批准，将中共中央北方防治地方病领导小组改为中共中央地方病防治领导小组。1981年11月14日至18日，中共中央地方病防治领导小组会议在沈阳召开，全国二十九个省、市、自治区党委、政府和国务院十五个部委、中国人民解放军总后勤部的相关领导与会。中共中央政治局委员、中共中央地方病防治领导小组组长李德生主持会议。总结了两年来的经验，共同研完问题。
中共中央地方病防治领导小组办公室于1982年11月13日至17日在湖北省武汉市召开南方十三省市自治区地方病防治工作汇报会。
经中共中央批准，1984年3月20日至26日在沈阳召开了中共中央地方病防治领导小组扩大会议，总结了1981年以来全国地方病防治工作的情况和经验，表彰了基本达到控制地甲病标准的陕西省、黑龙江省、河北省、辽宁省、吉林省和天津市，制订了南方防治地方病规划，研究解决存在的问题。
经中共中央同意，1985年10月下旬在山东省潍坊市召开了中共中央地方病防治领导小组会议，由中共中央顾问委员会常委、中共中央地方病防治领导小组组长李德生主持，总结领导小组成立25年来取得的成就，对会后工作提出了意见。
1986年3月10日，中共中央发出《关于撤销中央血吸虫病、地方病两个防治小组及其办事机构的通知》（中委〔1986〕60号），指出两个防治小组及其办事机构撤销后，“其所承担的任务，由卫生部负责”，各省自行决定是否撤销各自的地方病防治相应机构。1986年3月中旬中华人民共和国卫生部设卫生部地方病防治局，4月办理了与中央两个防病领导小组办公室的交接事宜，5月1日起开始全面负责地方病防治工作。1989年，卫生部地方病防治局改为卫生部地方病防治司。后改称卫生部全国地方病防治办公室，继续领导与管理全国地方病防治工作。1998年，卫生部全国地方病防治办公室撤销，地方病防治工作划归卫生部疾病预防控制司管理，由卫生部疾病控制司地方病与寄生虫病控制处负责。2004年国务院机构改革中，全国地方病防治管理工作又与寄生虫病分开，全国地方病防治管理工作改由全国爱国卫生运动委员会办公室农村改水改厕处负责。2006年，改由卫生部疾病预防控制局地方病防治管理处负责。2008年，全国地方病与血吸虫病防治管理工作分别改由卫生部疾病预防控制局地方病预防控制处、血吸虫病预防控制处负责。2013年，改由国家卫生和计划生育委员会疾病预防控制局（全国爱国卫生运动委员会办公室）血吸虫与地方病预防控制处负责。
1987年2月5日《卫生部关于完善地方病防治工作达标考核验收办法的通知》称，卫生部和原中共中央地方病防治领导小组办公室，原中共中央血吸虫病防治领导小组办公室曾先后颁布九种疾病防治工作的标准和技术考核方法：
1. 鼠疫基本控制和稳定控制标准
2. 布氏菌病控制和稳定控制标准
3. 地方性甲状腺肿病基本控制和基本消灭标准
4. 氟中毒基本控制标准
5. 克山病基本控制标准
6. 血吸虫病基本消灭或消灭标准
7. 疟疾控制、基本消灭、消灭标准和恶性疟基本消灭标准
8. 丝虫病基本消灭标准
9. 麻风病基本消灭或消灭标准[19]

## 组成人员
| 1960年3月成立的中共中央北方地方病防治领导小组的组成人员是： 组长 - 乌兰夫（中共中央政治局委员、内蒙古自治区党委第一书记） 副组长 - 徐运北（卫生部党组书记） - 王铎（内蒙古自治区党委书记） 成员 （不详） | 1973年4月重建的中共中央北方防治地方病领导小组的组成人员是： 组长 - 陈锡联（中共中央政治局委员、沈阳军区司令员、中共辽宁省委第一书记） 副组长 - 黄树则（卫生部党组成员、副部长） 成员 （不详） |

| 1977年12月中共中央北方防治地方病领导小组的组成人员是： 组长 - 李德生（中共中央政治局委员、沈阳军区司令员） 副组长 - 黄树则（卫生部党组成员、副部长） - 仇友文（中共辽宁省委常委） 成员 （不详） | 1983年9月14日中共中央发出通知，经中共中央调整后的组成人员是： 组长 - 李德生（中共中央政治局委员、沈阳军区司令员） 副组长 - 郭子恒（卫生部党组成员、副部长） - 孙维本（中共辽宁省委书记） 成员 除上海市、广东省、台湾省外的27位省、自治区、直辖市和15位国家部委的领导同志为成员。 |

## 办事机构
中共中央北方防治地方病领导小组的办事机构是中共中央北方防治地方病领导小组办公室。中共中央地方病防治领导小组的办事机构是中共中央地方病防治领导小组办公室（简称中共中央地办室）。历任主任、副主任是：
主任
……
- 孙玺（？—1986年，中共中央地方病防治领导小组办公室主任）[21][22]

副主任
- 王维尚（1960年—？，中共中央北方防治地方病领导小组办公室副主任）[23]

……
- 周健（？—？，中共中央北方防治地方病领导小组办公室副主任）[24]

## 科学委员会
中共中央北方防治地方病领导小组、中共中央地方病防治领导小组下设“北方地方病科学委员会”。1984年，经中共中央地方病防洽领导小组和卫生部批准，改为“地方病科学委员会”。
主任委员
……
- 于维汉（？—？，地方病科学委员会主任委员）[25]

副主任委员
……
- 谢景奎（？—？，北方地方病科学委员会副主任委员）[26]
- 崔其盛（1979年—？，北方地方病科学委员会副主任委员）[27]
- 纪树立（1979年—？，北方地方病科学委员会、地方病科学委员会副主任委员）[28]
- 吴征鉴（？—？，北方地方病科学委员会副主任委员）[29]
- 于维汉（？—？，北方地方病科学委员会副主任委员）[29]
- 杨建伯（？—？，地方病科学委员会副主任委员）[25]